# ТЕС Шайбах
ТЕС Шайбах — теплова електростанція у Саудівській Аравії, призначена для обслуговування супергігантського нафтового родовища Шайбах. 
Родовище Шайбах ввели в експлуатацію у 1998 році з добовою потужністю 500 тисяч барелів нафти. Для покриття його енергетичних потреб змонтували шість газових турбін General Electric потужністю по 60 МВт, встановлених на роботу у відкритому циклі. При цьому первісно були задіяні лише чотири турбіни, тоді як інші перебували у резерві.
У другій половині 2000-х в межах розширення виробничих потужностей, які довели до 750 тисяч барелів нафти на добу, компанії Hyundai замовили монтаж ще трьох газових турбін потужністю по 65 МВт.
А на початку 2010-х розпочали будівництво ще одного заводу з підготовки нафти, який мав збільшити її випуск до 1 млн барелів на добу, та газопереробного заводу Шайбах. Це потребувало нарощування потужності ТЕС на 729 МВт, для чого замовили 11 газових турбін General Electric.
Нарешті, у 2015 році китайській компанії Shandong Electrical Power Construction замовили часткову конверсію електростанції у парогазову комбінованого циклу. Це потребувало постачання двох парових турбін по 120 МВт, кожна з яких мала живитися від трьох раніше встановлених газових турбін.
Паливом для електростанції є попутній нафтовий газ.